# The Lodge (Fernsehserie)
The Lodge ist eine britische Jugend-Dramedy mit Mystery und Musical-Elementen der Walt Disney Company, die auf der israelischen Serie Northern Star basiert. Die Serie wird von der Produktionsfirma Zodiak Kids produziert. Die Erstausstrahlung erfolgte am 23. September 2016 auf dem Disney Channel in Großbritannien und Irland. Die deutschsprachige Erstausstrahlung erfolgte am 18. November 2016 auf dem Free-TV-Sender Disney Channel.

## Handlung
Die 15-jährige Skye zieht gemeinsam mit ihrem Vater von der englischen Großstadt aufs ländliche Nordirland, um dort gemeinsam das familiengeführte Landhotel North Star zu übernehmen, welche zurzeit von Skyes Großvater geleitet wird. In ihrer neuen Heimat angekommen, versucht Skye sich ein neues Leben aufzubauen. Doch dieses neue Leben bleibt nicht frei von Komplikationen.
Skye muss sich durch die alltäglichen Probleme des Teenagerdaseins navigieren und versucht sich in eine Gruppe von Jugendlichen zu integrieren, die im Landhotel arbeiten und leben. Neben neuen Freunden findet sie aber auch Menschen, welche gegenüber Skye keine guten Absichten haben. Zudem verliebt sich Skye in Sean.
Einen weiteren Rückschlag erleidet Skye, als sie erfährt, dass ihr Vater plant das Landhotel zu verkaufen. Doch Skye hat eine emotionale Bindung zum Landhotel entwickelt und hängt auch wegen der vielen wertvollen Erinnerungen an diesen Ort. Besonders da ihre vor einiger Zeit verstorbene Mutter an diesem Ort die meiste Zeit ihres Lebens verbracht hat. Weshalb sich Skye entschließt ihren Vater zu überzeugen das Landhotel nicht zu verkaufen.
Auf dem Weg die Meinung ihres Vaters zu ändern, bekommt Skye die Unterstützung ihrer Freunde. Aber nicht jeder ist an ein weiterbestehen des Landhotels interessiert. Skye kommt mit der Zeit einigen Geheimnissen und Intrigen auf die Spur, welche nicht nur ihr Leben verändern werden, sondern auch zur Schließung des Landhotels führen können.

## Besetzung und Synchronisation
Die deutsche Synchronisation entsteht unter dem Dialogbuch von Philip Rohrbeck und der Dialogregie von Bernhard Völger durch die Synchronfirma SDI Media Germany GmbH in Berlin.

### Hauptpersonen
| Rollenname | Schauspieler          | Staffel | Folge | Synchronsprecher   |
| ---------- | --------------------- | ------- | ----- | ------------------ |
| Skye       | Sophie Simnett        | 1–      | 1–    | Samira Jakobs      |
| Sean       | Thomas Doherty        | 1–      | 1–    | Till Völger        |
| Ben        | Luke Newton           | 1–      | 1–    | Sebastian Kluckert |
| Danielle   | Bethan Wright         | 1–      | 1–    | Olivia Büschken    |
| Kaylee     | Jade Alleyne          | 1–      | 1–    | Leonie Dubuc       |
| Noah       | Jayden Revri          | 1–      | 1–    | Patrick Keller     |
| Josh       | Joshua Sinclair-Evans | 1–      | 1–    | Benjamin Stöwe     |
| Alex       | Mia Jenkins           | 2–      | 2–    | Alice Bauer        |

### Nebenpersonen
| Rollenname               | Schauspieler        | Staffel | Folge | Synchronsprecher    |
| ------------------------ | ------------------- | ------- | ----- | ------------------- |
| Ed                       | Marcus Garvey       | 1–      | 1–    | Bernhard Völger     |
| Gil                      | Dan Richardson      | 1–      | 1–    | Jens-Uwe Bogadtke   |
| Christina                | Ellie Taylor        | 1–      | 1–    | Sabine Mazay        |
| Lori                     | Sarah Nauta         | 1       | 1–4   | Victoria Frenz      |
| Olivia                   | Laila Rouass        | 1–      | 1–    | Nina Herting        |
| Patrick                  | Geoffrey McGivern   | 1-      | 1–    | Thomas Kästner      |
| Kyle                     | Tom Hudson          | 1–      | 2–    | Marcel Mann         |
| Aaron                    | Martin Anzor        | 1–      | 2–    | Felix Isenbügel     |
| Ella                     | Emma Campbell-Jones | 1–      | 3–    | Melanie Hinze       |
| Ana                      | Clara Rugaard       | 1       | 3–4   | Lisa Braun          |
| Ethan                    | Cameron King        | 1–      | 3–    | Elias Kunze         |
| Oz                       | Dominic Harrison    | 1       | 5–10  | Sebastian Fitzner   |
| Samuel James "S.J."      | John Hopkins        | 1–      | 5–    | Sven Gerhardt       |
| Frankie                  | Lina Larissa Strahl | 2–      | 1–    | Lina Larissa Strahl |
| Miss Shaw                | Eloise Joseph       | 2–      | 1–    |                     |
| Rebecca                  | Kimberley Walsh     | 2–      | 3–    |                     |
| Umweltbeauftragter       | Richard Doubleday   | 2       | 5–8   |                     |
| Vorarbeiter Tony         | Shaun Blaney        | 2       | 7     |                     |
| Walter                   | Brian Blessed       | 2       | 8–15  |                     |
| Hochzeitsplanerin Lauren | Sara Dylan          | 2       | 9     |                     |
| Fischersfrau             | Carol Moore         | 2       | 9     |                     |
| Jonah                    | Jake Mitchell       | 2       | 11    |                     |
| Jess                     | Dove Cameron        | 2       | 12–15 |                     |
| Max                      | Ben Radcliffe       | 2       | 12–13 |                     |
| Manager                  | Brahm Gallagher     | 2       | 12–15 |                     |
| Rennkommentator          | Darragh Mortell     | 2       | 12–14 |                     |

## Produktion
Im Juli 2015 gab der britische Disney Channel grünes Licht für die Produktion der Serie The Lodge, die zu diesem Zeitpunkt noch den Arbeitstitel North Star trug. Für die erste Staffel wurden ursprünglich 13 Folgen mit einer Laufzeit von 22 Minuten angekündigt, die dann aber später auf 10 Folgen reduziert wurden. Die Hauptfigur Skye sollte ursprünglich den Namen Maia (hebräische Schreibweise: Maya) tragen, wie ihre Vorlage aus der israelischen Serie Northern Star. Die Serie The Lodge wird größtenteils in Nordirland in der Grafschaft County Down gedreht. Die meisten Szenen entstehen in der Nähe von Ballynahinch.

## Ausstrahlung
Großbritannien und Irland
Die erste Folge wurde am 8. September 2016 auf dem YouTube-Kanal des britischen Disney Channels als Preview veröffentlicht. Die Erstausstrahlung der ersten Staffel von The Lodge erfolgte vom 23. September 2016 bis zum 25. November 2016 auf dem britischen Disney Channel. Die Erstausstrahlung der zweiten Staffel erfolgte vom 9. Juni 2017 bis zum 3. November 2017 auf dem britischen Disney Channel.
Deutschland
Die deutschsprachige Erstausstrahlung der ersten Staffel erfolgte von 18. November 2016 bis zum 16. Dezember 2016 auf dem Disney Channel. Die deutschsprachige Erstausstrahlung der zweiten Staffel erfolgt ab dem 28. April 2018 auf dem Disney Channel.

### Übersicht
| Staffel | Episoden | Erstausstrahlung in Großbritannien und Irland (Disney Channel) | Erstausstrahlung in Großbritannien und Irland (Disney Channel) | Erstausstrahlung in Deutschland (Disney Channel) | Erstausstrahlung in Deutschland (Disney Channel) |
| Staffel | Episoden | Staffelpremiere                                                | Staffelfinale                                                  | Staffelpremiere                                  | Staffelfinale                                    |
| ------- | -------- | -------------------------------------------------------------- | -------------------------------------------------------------- | ------------------------------------------------ | ------------------------------------------------ |
| 1       | 10       | 23. September 2016                                             | 25. November 2016                                              | 18. November 2016                                | 16. Dezember 2016                                |
| 2       | 15       | 9. Juni 2017                                                   | 3. November 2017                                               | 28. April 2018                                   | 12. Mai 2018                                     |

### International

#### Staffel 1
| Land | Sender                                   | Premiere           | Ausstrahlungstitel                 | Ref.   |
| --- | ---------------------------------------- | ------------------ | ---------------------------------- | ------ |
| Vereinigtes Königreich Irland | Disney Channel UK und Irland             | 23. September 2016 | The Lodge                          | [ 9 ]  |
| Kanada | Disney Channel Kanada                    | 23. September 2016 | The Lodge                          | [ 10 ] |
| Vereinigte Staaten | Disney Channel USA                       | 17. Oktober 2016   | The Lodge                          | [ 11 ] |
| Spanien | Disney Channel Spanien                   | 2. November 2016   | The Lodge: Misterio a todo ritmo   | [ 12 ] |
| Åland Dänemark Finnland Grönland Island Färöer Norwegen | Disney Channel Skandinavien              | 11. November 2016  | The Lodge                          | [ 13 ] |
| Deutschland Österreich Schweiz Liechtenstein | Disney Channel Deutschland               | 18. November 2016  | The Lodge                          | [ 4 ]  |
| Argentinien Bolivien Chile Kolumbien Kuba Costa Rica Ecuador El Salvador Guatemala Honduras Nicaragua Mexiko Panama Paraguay Peru Dominikanische Republik Uruguay Venezuela | Disney Channel Lateinamerika             | 11. Februar 2017   | The Lodge: Música y Secretos       | [ 14 ] |
| Brasilien | Disney Channel Brasilien                 | 11. Februar 2017   | The Lodge: Música e Segredos       | [ 15 ] |
| Australien Neuseeland | Disney Channel Australien und Neuseeland | 24. Februar 2017   | The Lodge                          | [ 16 ] |
| Italien | Disney Channel Italien                   | 4. März 2017       | The Lodge                          | [ 17 ] |
| Niederlande Belgien | Disney Channel Niederlande und Belgien   | 5. März 2017       | The Lodge                          | [ 18 ] |
| Bulgarien | Disney Channel Bulgarien                 | 11. März 2017      | The Lodge                          | [ 19 ] |
| Rumänien | Disney Channel Rumänien                  | 11. März 2017      | The Lodge                          | [ 20 ] |
| Griechenland | Disney Channel Griechenland              | 18. März 2017      | The Lodge                          | [ 21 ] |
| Südafrika | Disney Channel Südafrika                 | 18. März 2017      | The Lodge                          | [ 22 ] |
| Arabische Liga | Disney Channel Naher Osten               | 18. März 2017      | The Lodge                          | [ 22 ] |
| Serbien Kroatien Bosnien und Herzegowina Nordmazedonien Montenegro | Disney Channel Balkan                    | 18. März 2017      | The Lodge                          | [ 22 ] |
| Tschechien Slowakei | Disney Channel Tschechien                | 20. März 2017      | The Lodge                          | [ 23 ] |
| Ungarn | Disney Channel Ungarn                    | 20. März 2017      | The Lodge                          | [ 24 ] |
| Russland | Disney Channel Russland                  | 20. März 2017      | Полярная звезда                    | [ 25 ] |
| Portugal | Disney Channel Portugal                  | 20. März 2017      | The Lodge: Mistério a Todo o Ritmo | [ 26 ] |
| Frankreich | Disney Channel Frankreich                | 24. März 2017      | The Lodge                          | [ 27 ] |
| Polen | Disney Channel Polen                     | 27. März 2017      | The Lodge                          | [ 28 ] |

#### Staffel 2
| Land                                         | Sender                                 | Premiere          | Ausstrahlungstitel | Ref.   |
| -------------------------------------------- | -------------------------------------- | ----------------- | ------------------ | ------ |
| Vereinigtes Königreich Irland                | Disney Channel UK und Irland           | 9. Juni 2017      | The Lodge          | [ 9 ]  |
| Frankreich                                   | Disney Channel Frankreich              | 11. November 2017 | The Lodge          | [ 29 ] |
| Niederlande Belgien                          | Disney Channel Niederlande und Belgien | 18. November 2017 | The Lodge          | [ 30 ] |
| Deutschland Österreich Schweiz Liechtenstein | Disney Channel Deutschland             | 28. April 2018    | The Lodge          |        |

## Episodenliste
| Nr. (ges.) | Nr. (St.) | Deutscher Titel          | Originaltitel     | Erstausstrahlung UK | Deutschsprachige Erstausstrahlung (D) | Regie        | Drehbuch                         |
| ---------- | --------- | ------------------------ | ----------------- | ------------------- | ------------------------------------- | ------------ | -------------------------------- |
| 1          | 1         | Startschwierigkeiten     | The New Girl      | 23. Sep. 2016       | 18. Nov. 2016                         | Matt Bloom   | Lee Walters                      |
| 2          | 2         | Realitäts-Check          | Reality Check     | 30. Sep. 2016       | 18. Nov. 2016                         | Matt Bloom   | Lee Walters                      |
| 3          | 3         | Das erste Date           | Opportunities     | 7. Okt. 2016        | 25. Nov. 2016                         | Matt Bloom   | Robert Evans                     |
| 4          | 4         | Doppeldate               | Double Date       | 14. Okt. 2016       | 25. Nov. 2016                         | Matt Bloom   | James Whitehouse & Hannah George |
| 5          | 5         | Gewinnen                 | #Winning          | 21. Okt. 2016       | 2. Dez. 2016                          | Matt Bloom   | Bronagh Taggart                  |
| 6          | 6         | Best Laid Plans          | Best Kept Secrets | 28. Okt. 2016       | 2. Dez. 2016                          | Dez McCarthy | Scott Payne                      |
| 7          | 7         | Die Show ist vorbei      | "Cancelled"       | 4. Nov. 2016        | 9. Dez. 2016                          | Dez McCarthy | Holly Phillips                   |
| 8          | 8         | Wunschdenken             | Wishful Thinking  | 11. Nov. 2016       | 9. Dez. 2016                          | Dez McCarthy | Bronagh Taggart                  |
| 9          | 9         | Rätsel der Vergangenheit | The Truth         | 18. Nov. 2016       | 16. Dez. 2016                         | Dez McCarthy | Lee Walters                      |
| 10         | 10        | Tag der Entscheidung     | The Choice        | 25. Nov. 2016       | 16. Dez. 2016                         | Dez McCarthy | Lee Walters                      |